# Urs Rechn
Urs Rechn (ur. 18 stycznia 1978 w Halle) – niemiecki aktor teatralny, telewizyjny i filmowy, najbardziej znany z występu w nagradzanym Grand Prix na festiwalu w Cannes dramacie Syn Szawła (Saul fia, 2015) jako Oberkapo Biederman.

## Życiorys

### Wczesne lata
Urodził się w byłej NRD, w Halle jako drugie z trójki dzieci Günthera Rechna (wybitnego malarza i grafika z Niemiec Wschodnich, NRD) i Beate Rechn. Począwszy od 1987 roku, uczęszczał do gimnazjum Hochschule für Musik und Theater „Felix Mendelssohn Bartholdy” w Halle, gdzie grał na wiolonczeli, waltorni i uczył się śpiewu. Po upadku muru berlińskiego, rodzina przeniosła się do Chociebuża, Brandenburgii, gdzie uczęszczał 1. Akademickiego Liceum Muzyki i Sztuk Pięknych „Heinrich Heine” oraz Konservatorium Cottbus, gdzie występował z klasą jak Junior Dyrygent młodzieżowej orkiestry symfonicznej i orkiestry dętej.

### Kariera
Mimo że nie otrzymał formalnego wykształcenia aktorskiego, zachęcony przez reżysera i impresario NRD Christopha Schrotha, rozpoczął karierę sceniczną. Pojawił się na scenie grając w sztukach: Hamlet (1995), Futro bobrowe (Der Biberpelz, 1996) Gerharta Hauptmanna i Steig’in das Traumboot der Liebe (1996) i jako chórzysta w operze Czarodziejski flet (1995) w Theater Cottbus.
W 1997, ze względu na pobór udał się do niemieckich spadochroniarzy, a później do niemieckich sił specjalnych. W międzyczasie, dzięki porozumieniu ze swoim pułkownikiem, grywał w kilku seriali telewizyjnych. Po zakończeniu czynnej służby, w 2002 studiował na University of Music and Theatre „Felix Mendelssohn Bartholdy” Leipzig, które ukończył w 2004. Występował w teatrach: Staatsschauspiel Dresden (2003-2005), Landestheater Tübingen (2005-2007), Theater Chemnitz (2008-2013), m.in. w sztukach: Mewa Antona Czechowa jako Treblew; Kotka na gorącym blaszanym dachu Tennessee Williamsa jako Brick Pollitt, mąż Margaret; Kupiec wenecki jako Antonio; Juliusz Cezar jako Marek Antoniusz; jako tytułowy Kaligula; Tramwaj zwany pożądaniem Tennessee Williamsa jako Stanley Kowalski czy Opera za trzy grosze Bertolta Brechta jako Jonathan Peachum.

## Filmografia

### Filmy fabularne
- 1999: Bis zum Horizont und weiter jako urzędnik
- 2001: Ob sie wollen oder nicht
- 2004: Pragnienie życia (Hunger auf Leben, TV)
- 2006: Aufrecht stehen (film krótkmetrażowy) jako Fred, Joes Kollege
- 2007: Das Wilde Leben jako bokser
- 2013: Biegnij, chłopcze, biegnij (Lauf, Junge, lauf) jako SS-man 2 Janczyk Village
- 2014: Wir waren Könige jako Jenne
- 2015: Syn Szawła (Saul fia)jako Oberkapo Biederman
- 2016: Was kostet die Liebe? – Ein Großstadtmärchen (TV) jako Christian May
- 2016: Die Informantin (TV)

### Seriale TV
- 1999: Die Strandclique jako Armin
- 2001: Powder Park jako Ben Keller
- 2001: Bronski i Bernstein (Bronski & Bernstein) jako Leo
- 2001-2002: Klinikum Berlin Mitte – Leben in Bereitschaft jako Neonazi
- 2002: Nasz Charly (Unser Charly) jako Tassilo
- 2003: Der Ermittler jako Ole
- 2004: Die Kommissarin jako Fred Eisenmann
- 2005: Tatort (Miejsce zbrodni) jako ratownik
- 2008: GSG 9 – Die Elite Einheit jako Sebastian Hartmann
- 2012: Flemming jako Max
- 2015: Telefon 110 (Polizeiruf 110) jako Ralf Gellert
- 2016: X Company jako Marszałek polny Brandt
- 2016: SOKO Leipzig jako Frank Moltke
- 2017: Kobra – oddział specjalny - odc.: Miłość bez granic (Atemlose Liebe) jako Robert Schischek